# دم‌پرچمی مشبک
دم‌پرچمی مشبک (نام علمی: Kuhlia sandvicensis) نام یک گونه از سرده دم‌پرچمی هاوایی است.